# Thirteen Days (Rockband)
Thirteen Days  ist eine österreichische Punk-Band.

## Geschichte

### Gründung und Debütalbum (2008–2009)
Thirteen Days wurden 2008 von Sänger und Gitarrist Roman „Mische“ Mischitz und Bassist Jürgen „Bobo“ Oberhauser in ihrer Heimatstadt Klagenfurt gegründet. Nach anfänglichen Mitgliederwechseln stießen Gitarrist Marcel Rankl und Schlagzeuger Patrick Pongratz hinzu. Bereits 2009 veröffentlichte die Band ihr erstes Album Start It Now bei Finest Noise / Radar Music sowie ein erstes Musikvideo und begann überregional Konzerte zu spielen.

### Erste Erfolge (2009–2010)
Der durch Albumrezensionen in diversen Print- und Onlinemedien und die rege Konzerttätigkeit steigende Bekanntheitsgrad von Thirteen Days brachten ihnen 2009 einen Managementvertrag mit der Bad Taste Music Agency ein, was eine weitere Steigerung der Tourtätigkeit, sowie 2010 auch einige hochkarätige Supportshows, unter anderem für All Time Low, Blink-182, Simple Plan und einige weitere internationale Größen zur Folge hatte. Ende 2010 wurden die Arbeiten für den zweiten Longplayer begonnen.

### Zweites Album und Umbesetzung (2011–2012)
Während Thirteen Days auch 2011 weiterhin darauf bedacht waren, ihre Bühnenpräsenz in ihrer Heimat Österreich und im umliegenden Ausland so weit wie möglich auszubauen, begannen im Mai die Studiosessions für ihr zweites Album Love, Fear & Fire, das in Zusammenarbeit mit Produzent Francesco Cattiti sowie Mastering-Ingenieur Brian Gardner aufgenommen wurde. Love, Fear & Fire erschien am 16. März 2012 über Pate Records im Vertrieb von Rough Trade und wurde zunächst durch eine Album-Release-Tour begleitet. Mit den beiden Singles Build Your Own World und Point of View konnte die Band auch erstmals bei deutschen Radiostationen Fuß fassen, während die Videos zu den Singles beim Musiksender Gotv Topplatzierungen in den Seher-Charts und durchwegs fünfstellige Seherzahlen auf YouTube erreichten.
Kurz nach der Albumveröffentlichung kam es allerdings zu gravierenden internen Differenzen, was zu einem Besetzungswechsel an Rhythmusgitarre und Schlagzeug führte, wodurch Patrick „Freisi“ Freisinger und Thomas „Tommy“ Hlatky als fixe Mitglieder bei Thirteen Days einstiegen.
Im Sommer 2012 wurde unter anderem das Two Days a Week Festival in Österreich zum bereits zweiten Mal seit 2010 bespielt, bevor die Tour zum aktuellen Album ab Oktober fortgesetzt wurde, unter anderem mit Supportshows für Donots und New Riot.

### Drittes Album (ab 2013)
Am 26. August 2013 wurde auf der Facebook-Seite der Band bekannt gegeben, dass ihr drittes Studioalbum von Audio Engineer Chris Dugan (Green Day, U2, Iggy Pop, Foxboro Hot Tubs) in den JingleTown Recording Studios Oakland CA abgemischt wird.